# Historia del uniforme del Club Deportivo Ñublense

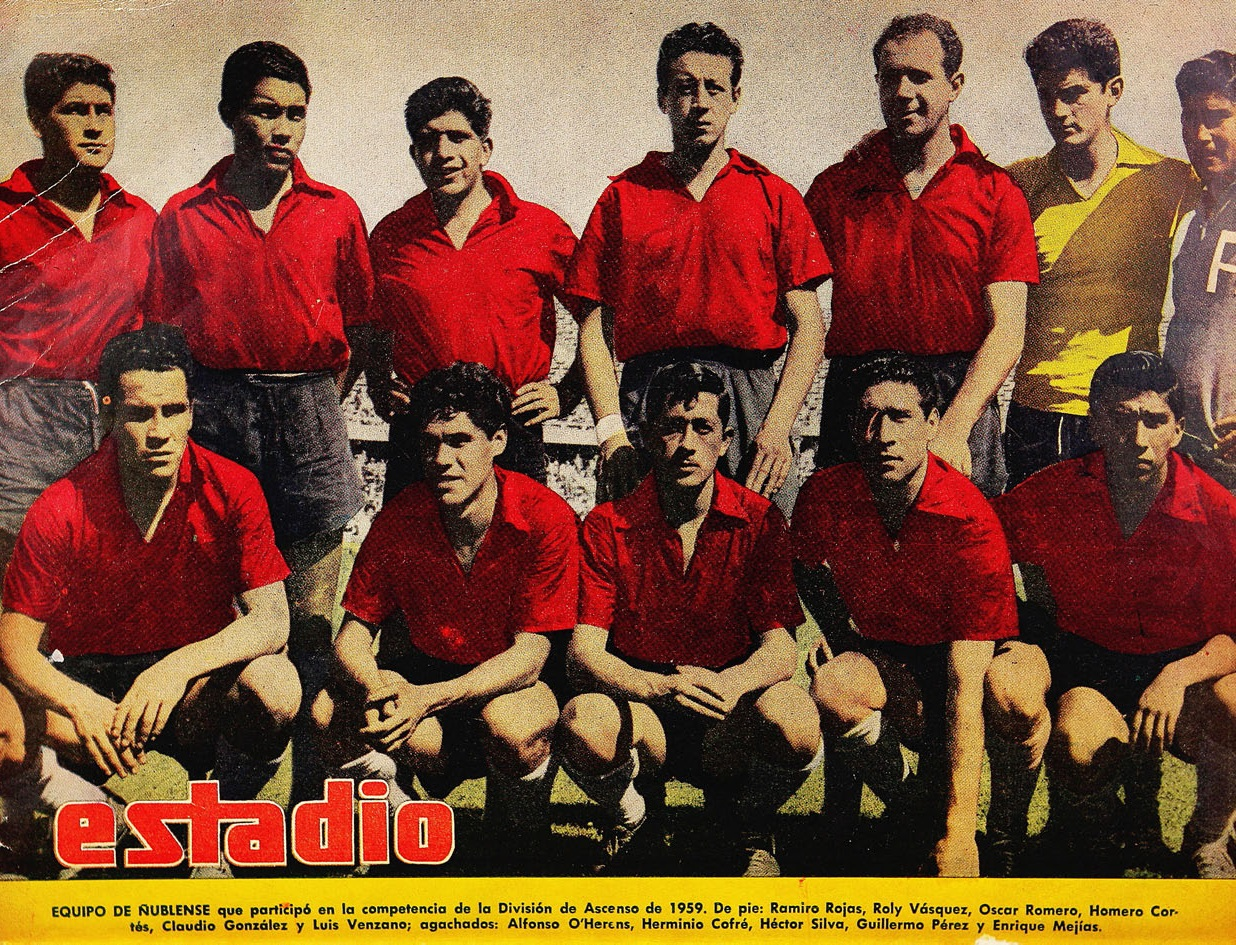
Formación de Ñublense con la camiseta titular, durante el torneo de Segunda División de 1959.

La Indumentaria de Ñublense es el utilizado por los tanto en competencias nacionales como internacionales, desde el primer equipo hasta los juveniles, como también la femenil. Los colores representativos del cuadro chillanejo son el rojo (proviniendo de allí sus apodos "diablos rojos" y "el rojo") además del blanco y negro.

## Historia
Los primeros uniformes de Ñublense consistían en una camiseta de color rojo oscuro (lacre), pantalón negro y medias grises. Así se mantuvo desde su época amateur, pasando por su debut en el profesionalismo y hasta finales de la década de los 60. Desde los años 70 los diablos rojos comienzan a utilizar también pantalones y medias rojas además de incorporar un llamativo parche con un diablo en el centro del pecho, reafirmando el apodo del club durante esa época; esta indumentaria se ha mantenido hasta el día de hoy salvo ocasiones particulares como a mediados de los 90' y principios de los 2000' en que el club reincorporó el pantalón negro, volviendo en definitiva a la indumentaria completamente roja, variando solamente la presencia de vivos ya sea blancos, negros o ambos según temporada.
En los últimos años el club ha comenzado a utilizar uniforme titular, visitante y alternativo, usando tres camisetas por temporada.

## Uniforme titular
| 1959 | 1962-63 | 1972 | 1976 | 1981 | 2009 | 2010 | 2011 | 2012 |

| 2013-14 | 2014 | 2015-16 | 2016 | 2016 | 2019 | 2019 | 2020-21 | 2021 |

| 2022 |  | 2023 |  | 2024-2025 |

## Uniforme alternativo
Los uniformes alternativos de Ñublense han ocupado principalmente el color blanco, con vivos rojos. A principios de los 2000' Ñublense incorporó una camiseta alternativa de color gris la cual no volvería a ocupar hasta 2020, haciendo un guiño a la presencia de las medias grises al momento de su fundación.
En 2013 por primera vez en su historia el cuadro chillanejo incorpora una camiseta alternativa de color negro, la cual ocuparía nuevamente en 2018, 2019 (año en que se hizo el concurso "la camiseta del hincha" permitiendo a hinchas crear diseños los cuales después se sometieron a votación y se plasmó esta camiseta, la cual sin embargo no fue usada en cancha),  2021, 2022 y 2023.
| 1973 | 2009 | 2010 | 2011 | 2012 | 2013-14 | 2014 | 2015-16 | 2016 |

| 2016 | 2019 | 2019 | 2020-21 | 2022 |  | 2023 |  | 2024 |

## Tercer uniforme
Desde 2019 Ñublense ha incorporado para el mes de octubre como camiseta alternativa el color rosado haciendo alusión al mes de sensibilización sobre el cáncer de mama. Para la campaña de 2020 en que el cuadro chillanejo se proclamó campeón por segunda vez en su historia del campeonato de Primera B esta camiseta extendió su uso más allá de octubre debido a ser considerada "cábala" por una buena racha de triunfos que obtuvo el club. En 2021 esta camiseta rosada fue usada como tercera camiseta durante todo el año y no solo en octubre.
| 2019 | 2020 |  | 2023 |  | 2024 |

## Indumentaria y patrocinadores
| Período   | Proveedor         |
| --------- | ----------------- |
| 1981-1995 | Adidas            |
| 1996      | Club Sport        |
| 1997-2003 | JCQ               |
| 2004-2006 | Training Deportes |
| 2007      | Kelme             |
| 2008      | Lotto             |
| 2009-2010 | Umbro             |
| 2011      | Mitre             |
| 2012      | Training Deportes |
| 2013-2014 | Uhlsport          |
| 2014-2016 | CAFU Football     |
| 2016-2017 | Select            |
| 2018-2019 | Joma              |
| 2019-2023 | OneFit            |
| 2024-     | Capelli           |

| Período   | Patrocinador              |
| --------- | ------------------------- |
| 1992-1994 | Copelec                   |
| 1995      | Super Pollo               |
| 1995-1996 | Entel                     |
| 1997      | Maderas Andrade           |
| 1998      | Seguridad Cóndor          |
| 1999      | Constructora Iraira Ltda. |
| 2003      | Casas Cav                 |
| 2004      | Cecinas Chillán           |
| 2005-2006 | Piri                      |
| 2007      | Hogar de Cristo           |
| 2007-2011 | Danone                    |
| 2012      | Essbio                    |
| 2013-2016 | PF                        |
| 2016-2017 | Di Trevi                  |
| 2017-2019 | Iansa                     |
| 2020      | Betsala                   |
| 2020-2021 | Rising                    |
| 2021      | Fanaloza                  |
| 2022-2023 | Betway                    |
| 2023      | Iansa                     |
| 2024      | Jugabet                   |
| 2025-     | Stake                     |